# Tre camere a Manhattan (film)
Tre camere a Manhattan (Trois chambres à Manhattan) è un film del 1965 diretto da Marcel Carné, tratto dall'omonimo romanzo di Georges Simenon.
Il film fu presentato in concorso alla Mostra del Cinema di Venezia, dove Annie Girardot vinse la Coppa Volpi per la migliore interpretazione femminile.
In precedenza Carné aveva già adattato per il cinema un altro romanzo di Simenon, per il film La vergine scaltra (La Marie du port) (1950).

## Trama
François Combe, attore cinematografico francese, deve la sua carriera a Yolande, una celebre attrice di teatro più o meno sua coetanea. I due sono sposati e vivono una vita matrimoniale lussuosa ma piuttosto monotona. Una sera Yolande gli confessa di aver incontrato un giovane attore di cui si è innamorata e chiede il divorzio. François decide quindi di salpare dalla Francia e di trasferirsi negli Stati Uniti per lavorare per la televisione. La speranza di un inizio di carriera a Hollywood non si realizza e François va a New York dove, in mancanza di ruoli, passa le serate nell'alcool.
In un bar di Manhattan incontra casualmente un'altra solitudine: si chiama Kay e lo aiuta a ordinare in inglese un'insalata. La donna, una volta sposata con un diplomatico, il conte italiano Larsi, adesso è piena di problemi economici, ha lasciato la giovane figlia con suo marito e stenta ad arrivare a fine mese. I due discutono a lungo e condividono le proprie vite. A notte fonda escono dal bar e vagano per Manhattan, finendo davanti al piccolo Sherman Hotel. Prendono una stanza e passano la notte insieme. Al mattino François raggiunge Kay in bagno, dove lei si sta rilassando nella vasca. Entrambi tornano nelle strade di Manhattan con i suoi bar e si abbandonano ancora una volta alla vita da nottambuli. Fra un drink e l'altro, Kay racconta a François la sua vita movimentata e i suoi uomini e alla fine i due tornano nella camera d'albergo.
La mattina dopo, François esce in strada. Sembra che voglia scappare, ma poi torna in albergo e si siede sul bordo del letto in cui Kay giace ancora addormentata. I due vanno insieme a fare una passeggiata a Central Park, poi François mostra a Kay la sua camera a Manhattan. Entusiasta del suo nuovo amore, va quindi dal suo agente Hourvitch per ritentare la carriera di attore. Ottiene un ruolo e chiede di sfuggita all'agente se potrebbe fare qualcosa per una donna sulla trentina. Hourvitch spiega a François che in America, dove l'aspetto bello e giovane è tutto, per le donne di questa età il treno è già passato. François gli chiede anche se, nei tempi in cui lavorava a Roma, aveva conosciuto il conte Larsi. Hourvitch gli racconta che il diplomatico italiano è stato abbandonato dall'allora moglie, Kay, che aveva semplicemente perso la testa per un gigolò. Di fronte a questa informazione devastante, François resta per un attimo sconvolto. Chiama il suo appartamento da un bar e Kay risponde, ma François resta in silenzio e riattacca. Kay intanto ripassa per i bar che i due avevano frequentato la notte precedente e incontra il suo ultimo amante, Pierre, appena arrivato con un volo della compagnia aerea per la quale lavora. Pierre, contrariato per non essere riuscito a entrare nell'appartamento che aveva pagato, discute animatamente con lei. In quel momento François entra nel bar e li vede insieme: si volta ed esce, ma Kay si stacca da Pierre e corre dietro a François.
Kay non capisce la reazione di François e la sera tra i due scoppia la prima discussione. L'uomo chiarisce che gli è già capitato di essere lasciato da una donna per un uomo più giovane e non vuole sperimentare di nuovo questa situazione. Nella sua rabbia, la accusa di essere stata a letto con molti uomini e la schiaffeggia, ma lei lo perdona: il suo amore per lui è già diventato molto forte. Quindi torna nell'appartamento di Pierre per portare via le sue cose. 
Presto Kay riceve la notizia che sua figlia Michèle, che vive con il padre, attuale ambasciatore italiano in Messico, è ammalata. Kay vola immediatamente a Città del Messico e incontra il suo ex marito, con il quale ha una gelida conversazione. Nel frattempo Hourvitch porta François in un bar assieme a un'altra cliente, la bionda formosa June, poi deve recarsi a un appuntamento e li lascia soli. François non è un buon conversatore: tutti i suoi pensieri sono rivolti a Kay a Città del Messico. Il dialogo tra i due si sposta rapidamente su Kay. A tarda sera finiscono nella camera di François dove trascorrono insieme la notte. Al mattino squilla il telefono: è Kay, che immediatamente intuisce che qualcosa non va. Gli dice che vuole tornare a casa a New York l'indomani. François torna nel suo appartamento e trova Kay, che aveva preso un volo precedente, già seduta davanti alla porta. Quando François si vede costretto a confessare la sua relazione con June, Kay prende subito la valigia e si precipita fuori dall'appartamento. François la ferma sulla tromba delle scale e le confessa il suo amore. Entrambi escono a braccetto per le strade di Manhattan.

## Curiosità
Nel film compare Robert De Niro, alla sua prima apparizione cinematografica, nel ruolo non accreditato di un cliente ad una cena.
Compare anche Fritz Wepper, in seguito noto per essere l'aiutante dell'ispettore Derrick.

## Distribuzione
La prima del film avvenne il 10 novembre 1965 nei cinema Danton, Monte-Carlo, Triomphe, Cinévog, Saint Lazare, Vedettes, Atlas.

## Critica
Il Dizionario Mereghetti loda «l'ottima direzione degli attori» e la «splendida colonna sonora jazz di Mal Waldron».
Per il Dizionario Morandini è «un film prevedibile e convenzionale, sostenuto da una tecnica raffinata, ma senz'anima».

## Riconoscimenti
- 1965 - Mostra internazionale d'arte cinematografica
  - Coppa Volpi per la migliore interpretazione femminile (Annie Girardot)